# أنطوان لوران دو جوسيو
أنطوان لوران دو جوسيو (بالفرنسية: Antoine-Laurent de Jussieu)‏ عالم نبات فرنسي (1748 - 1836). هو أول من اقترح نظاماً لتصنيف النباتات المزهرة.
ولد في ليون في 12 أبريل درس الطب في باريس وتخرج عام 1770. كان أستاذاً في علم النبات عامي 1770م و 1826م، في العام 1788 انتخب عضواً أجنبياً في الأكاديمية الملكية السويدية للعلوم.
كان أحد أعضاء محفل الأخوات التسع (بالفرنسية: Les Neuf Sœurs)‏ الماسوني. توفي في باريس في 17 سبتمبر 1836.

## روابط خارجية
- أنطوان لوران دو جوسيو على موقع الموسوعة البريطانية (الإنجليزية)